# Ernest Austin
Ernest Austin (* 31. Dezember 1874 in London; † 24. Juli 1947 in Wallington (heute zu London)) war ein britischer Komponist. Er ist der Bruder des britischen Opernsängers und Komponisten Frederic Austin.

## Leben und Werk
Ernest Austin wurde erst mit 37 Jahren Musiker. Er erhielt einigen Unterricht von Francis William Davenport (1847–1925), war aber praktisch ein musikalischer Autodidakt.
Seine Hauptwerker sind die Variationen für Streichorchester Vicar of Bray op. 35 (1910), die Hymn of Apollo für Chor und Orchester op. 39 (1918), Stella Mary Dances op. 58 (1918), Ode on a Grecian Urn (Keats) op. 47 (1922), Sonatinen über englische Volkslieder für Kinder op. 38. Er schrieb weiterhin einen umfangreichen Zyklus von Orgelwerken op 41 (in zwölf Teilen), die durch John Bunyans Pilgrim’s Progress angeregt wurden. Daneben schrieb er viel klavierpädagogische Musik, Kammermusik und Lieder. Ernest Austin verfasste das Buch The Fairyland of Music (London 1922).